# Angola ai Giochi della XXIX Olimpiade
L'Angola ha partecipato ai Giochi della XXIX Olimpiade di Pechino, svoltisi dall'8 al 24 agosto 2008, con una delegazione di 32 atleti.

## Atletica leggera
| Gara          | Atleta   | Tempo        | Posizione    |
| ------------- | -------- | ------------ | ------------ |
| João N'Tyamba | Maratona | non concluso | non concluso |

## Canoa/kayak
| Gara      | Atleta                  | Batterie | Batterie | Semifinali | Semifinali | Finale | Finale |  |  |
| --------- | ----------------------- | -------- | -------- | ---------- | ---------- | ------ | ------ |  |  |
| C1 500 m  | Fortunato Luis Pacavira | 2'13"265 | 8        |            |            |        |        |  |  |
| C1 1000 m | Fortunato Luis Pacavira | 4'39"538 | 7        | 4'40"697   | 9          |        |        |  |  |

## Nuoto
| Gara           | Atleta                   | Batterie | Batterie | Semifinali | Semifinali | Finale | Finale |
| -------------- | ------------------------ | -------- | -------- | ---------- | ---------- | ------ | ------ |
| 100 m farfalla | Joao Luis Cardoso Matias | 57"06    | 63       |            |            |        |        |

| Gara              | Atleta                     | Batterie | Batterie | Semifinali | Semifinali | Finale | Finale |
| ----------------- | -------------------------- | -------- | -------- | ---------- | ---------- | ------ | ------ |
| 50 m stile libero | Ana Crysna da Silva Romero | 29"06    | 65       |            |            |        |        |

## Pallacanestro

### Torneo maschile
La nazionale angolana si è qualificata per i Giochi vincendo il campionato africano del 2007.

#### Roster
La squadra era composto da:
- Olímpio Cipriano (ala piccola)
- Armando Costa (guardia)
- Carlos Morais (guardia tiratrice)
- Milton Barros (playmaker)
- Luís Costa (guardia)
- Vladimir Jerónimo (guardia)
- Joaquim Gomes (ala-centro)
- Felizardo Ambrósio (ala)
- Abdel Moussa (centro
- Carlos Almeida (capitano, guardia tiratrice)
- Leonel Paulo (ala)
- Eduardo Mingas (ala)

#### Prima fase
| Data      | Ora locale | Squadra  | Punteggio | Squadra     | Referto |
| --------- | ---------- | -------- | --------- | ----------- | ------- |
| 10 agosto | 11:15      | Germania | 95 - 66   | Angola      | ref     |
| 12 agosto | 20:00      | Angola   | 76 - 97   | Stati Uniti | ref     |
| 14 agosto | 14:30      | Angola   | 68 - 85   | Cina        | ref     |
| 16 agosto | 09:00      | Grecia   | 102 - 61  | Angola      | ref     |
| 18 agosto | 16:45      | Angola   | 50 - 98   | Spagna      | ref     |

| Squadra     | P  | V | P | PF  | PS  | Diff. |
| ----------- | -- | - | - | --- | --- | ----- |
| Stati Uniti | 10 | 5 | 0 | 515 | 354 | +161  |
| Spagna      | 9  | 4 | 1 | 418 | 369 | +49   |
| Grecia      | 8  | 3 | 2 | 415 | 375 | +40   |
| Cina        | 7  | 2 | 3 | 366 | 400 | -34   |
| Germania    | 6  | 1 | 4 | 330 | 390 | -60   |
| Angola      | 5  | 0 | 5 | 321 | 477 | -156  |

## Pallamano

### Torneo femminile
La nazionale angolana si è qualificata vincendo la Coppa delle Nazioni Africane del 2008.

#### Squadra
La squadra era composta da:
- Maria Odete Sanches Tavares (portiere)
- Maria Teresa Neto Joaquim Eduardo (ala destra)
- Ilda Maria Bengue (ala destra)
- Azenaide Danila Jose Carlos (ala destra)
- Filomena Jose Trinidade (ala destra)
- Bombo Madalena Calandula (pivot)
- Nair Filipe Pires de Almeida (ala destra)
- Wuta Waco Bige Dombaxi (ala sinistra)
- Isabel Sambovo Fernandes (ala destra)
- Maria Rosa da Costa Pedro (portiere)
- Luisa Kiala (centrale)
- Natalia Maria Bernardo (ala sinistra)
- Elisabeth Jurema Faro Cailo (ala sinistra)
- Elizabeth Amelia Basilio Viegas (pivot)

#### Prima fase
| Arbitro: | Chernega, Poladenko |

|             |           |                      |
| Herbrecht 8 | Marcatori | Bengue, De Almeida 5 |

| Arbitro: | Liu S, Liu F |

|              |           |              |
| De Almeida 5 | Marcatori | Riegelhuth 6 |

| Arbitro: | Canbro, Claesson |

|       |           |              |
| Liu 7 | Marcatori | De Almeida 8 |

| Arbitro: | Aires Menezes, Aparecido Pinto |

|         |           |            |
| Maier 7 | Marcatori | De Almeida |

| Arbitro: | Din (ROU), Dinu (ROU) |

|          |           |                                 |
| Bengue 6 | Marcatori | Ajiderskaya, Kubrina, Portova 5 |

| Squadra    | Giocate | Vinte | Perse | Pareggiate | Gol fatti | Gol subiti | Differenza reti | Punti |
| ---------- | ------- | ----- | ----- | ---------- | --------- | ---------- | --------------- | ----- |
| Norvegia   | 5       | 5     | 0     | 0          | 154       | 106        | +48             | 10    |
| Romania    | 5       | 4     | 0     | 1          | 150       | 114        | +38             | 8     |
| Cina       | 5       | 2     | 0     | 3          | 122       | 135        | -13             | 4     |
| Francia    | 5       | 2     | 0     | 3          | 121       | 128        | -7              | 4     |
| Kazakistan | 5       | 1     | 1     | 3          | 109       | 137        | -28             | 3     |
| Angola     | 5       | 0     | 1     | 4          | 109       | 147        | -38             | 1     |

## Pallavolo

### Beach volley

#### Torneo maschile
L'Angola è stata rappresentata da Emanuel Fernandes e Morais Abreu.
Fase a gironi
| 9 agosto  | 13.00 | Ricardo-Emanuel | 2 - 0 (21-8, 21-13) | Fernandes - Morais |
| 11 agosto | 10:00 | Schacht - Slack | 2-0 (21-15, 21-9)   | Fernandes - Morais |
| 13 agosto | 14:00 | Geor - Gia      | 2-0 (21-14, 21-13)  | Fernandes - Morais |

| posiz | squadra            | G | W | P | Sv | Sp | Pf  | Ps  | Pts |
| ----- | ------------------ | - | - | - | -- | -- | --- | --- | --- |
| 1     | Ricardo-Emanuel    | 3 | 3 | 0 | 6  | 0  | 126 | 88  | 6   |
| 2     | Schacht - Slack    | 3 | 2 | 1 | 4  | 2  | 115 | 102 | 5   |
| 3     | Geor - Gia         | 3 | 1 | 2 | 2  | 4  | 114 | 111 | 4   |
| 4     | Fernandes - Morais | 3 | 0 | 3 | 0  | 6  | 72  | 126 | 3   |